# اسفرجان
اسفرجان، روستایی از توابع بخش مرکزی شهرستان شهرضا در استان اصفهان ایران است. محصولات باغی معروف آن گردو، آلبالو و زردآلوست. این روستا در ۴۵ کیلومتری شهرضا به سمت جاده آباده فارس قرار دارداسفرجان با نام قدیمی سپهرگان، روستایی از توابع بخش مرکزی شهرستان شهرضا در استان اصفهان ایران است. روستای اسفرجان ازنقاط سرسبز و ییلاقی است که در جنوب شرقی شهرضا واقع شده‌است. این روستا که قدمتی طولانی دارد، سابقه تاریخی آن به قرن هفتم هجری قمری و حتی قبل از از آن برمی گردد. سد قتلغ شاه واقع در تنگ اسفرجان، که از آثار دورة آل مظفر است، نشانگر تاریخ کهن این روستا می‌باشد. این روستای گردشگری دارای باغ‌های میوه ازجمله آلبالو، زردآلو، گردو و هلو است که از رودهای جاری در مسیر باغ‌ها آبیاری می‌شوند. قدم زدن در کوچه باغ‌های این روستای سرسبز فرصتی طلایی برای آرامش جان است.

## جمعیت
این روستا در دهستان اسفرجان قرار دارد و براساس سرشماری مرکز آمار ایران در سال ۱۳۸۵، جمعیت آن ۲٬۷۲۴ نفر (۸۳۸خانوار) بوده‌است. اکثر جمعیت روستا باسواد و دارای تحصیلات عالیه هستند.